# Matteo Melara
Matteo Melara (Mirandola, 8 luglio 1979) è un allenatore di calcio ed ex calciatore italiano, di ruolo difensore, vice-allenatore e tecnico della Juniores del Vigasio.

## Caratteristiche tecniche
Giocava come difensore centrale.

## Carriera

### Club
Cresciuto nelle giovanili del Bologna, nella stagione 1997-1998 passò alla prima squadra, militante in Serie A, tuttavia non giocò nessuna partita nell'arco della stagione.
Nella stagione 1998-1999 il Bologna cedette il giocatore all'Alessandria, squadra militante in Serie C2, e qui Melara ottenne i suoi primi successi: in quell'anno giocò infatti 31 partite, segnando anche una rete, e la stagione fu coronata con la promozione della squadra dalla C2 alla Serie C1. La stagione successiva il giocatore rimase nella squadra piemontese e prese parte a 16 partite.
Nella stagione 2000-2001 l'Alessandria lo vendette alla Cremonese, squadra militante in C2, dove ebbe il suo anno più prolifico, giocando 30 partite e segnando 6 reti.
L'anno seguente venne ceduto al Livorno, squadra militante in serie C1. Con la squadra amaranto riuscì a passare da campionati di bassi livelli, fino alla massima serie, contribuendo con quattro reti e oltre ottanta partite a riportare il Livorno, al termine della stagione 2003-2004, in Serie A.
Nel 2004-2005 il giocatore esordì quindi nel massimo campionato, precisamente il 22 settembre 2004 sul campo della Reggina (perdendo per 2-1). A fine stagione il Livorno ottenne la salvezza e Melara giocò 24 partite e segnando anche il suo primo gol in massima serie.
L'anno seguente, a gennaio fu ceduto al Torino, militante in Serie B. Con i granata conquistò poi la promozione in Serie A a fine campionato.
Nella stagione 2006-2007 non giocò mai una partita in tutta la stagione.
A gennaio venne quindi mandato in prestito all'Ascoli, squadra in zona retrocessione; con la squadra marchigiana riconquistò la maglia da titolare e giocò 16 partite fino alla fine dell'anno che vide, però, la retrocessione della squadra in Serie B.
Tornato a Torino il 31 gennaio 2008, dopo due anni (e nessuna presenza in Serie A) fece il suo ritorno a Livorno, in prestito insieme al suo compagno di squadra Tommaso Vailatti, disputando 4 partite fino alla fine dell'anno.
Il 16 luglio 2010 si aggrega col Ravenna per il ritiro estivo a Chianciano Terme, in attesa di trovare un club.
Nel luglio 2012, dopo le esperienze con lo Spezia e la Reno Centese, viene ingaggiato dalla Pro Desenzano. Nel settembre dello stesso anno lascia il club.
Terminata la carriera agonistica, nel maggio 2013 consegue il patentino di allenatore di seconda categoria.

### Il periodo amaranto
Approdato a Livorno all'inizio della stagione 2001-02, Melara ha disputato in amaranto complessivamente sei campionati, pur se due in forma parziale e vissuto all'Ardenza, con 138 presenze e sette reti tra campionato e coppa Italia, la stagione più intensa e prestigiosa della sua carriera incorniciata da due promozioni, gli esordi in serie A e B e una retrocessione proprio nel giorno in cui (ultima partita giocata con i labronici) ha indossato a Empoli la fascia di capitano.
A Livorno, ogni inizio stagione lo vedeva tra le riserve, ma per ben quattro campionati consecutivi non è andato sotto le venti presenze. Nel 2001-02 il Livorno, allenatore Osvaldo Jaconi, vince il campionato di C1 e raggiunge la finale di coppa Italia dove si arrende all'AlbinoLeffe; Melara in campionato gioca 20 volte andando a segno in due occasioni, una delle quali è fondamentale per espugnare l'Arena Garibaldi nel derby più sentito. Il 2002-03, allenatore Roberto Donadoni, è un campionato di transizione con il Livorno in Serie B dopo trent'anni che chiude a metà classifica; per Melara l'esordio in cadetteria avviene al San Paolo di Napoli e coincide con una vittoria esterna firmata da Igor Protti su calcio di rigore. A fine campionato le presenze saranno 29, i gol nuovamente due. Nel 2003-04, guidati da Walter Mazzarri, gli amaranto passano alla storia conquistando la Serie A che mancava dal 1949; per Melara 38 presenze e la gioia di un gol che diventerà l'immagine indimenticabile per una generazione di tifosi giovani che la massima serie l'avevano solo e sempre sentita raccontata dai nonni: 29 maggio 2004, al 57' di Piacenza - Livorno con gli amaranto già in vantaggio, Matteo Melara va ad incornare un cross di Protti sul secondo palo ed insacca il gol che dà la sicurezza della vittoria e mezz'ora più tardi della promozione matematica. In tribuna, oltre a una marea di tifosi, c'è il telecronista livornese Fabrizio Pucci che sta commentando per l'emittente locale e mentre segue Melara esultante col compagno Cannarsa che va a sollevare la bandierina del corner, si lascia andare una frase "Signori, questa è la Serie A! Dopo 55 anni, non c'è più tempo per morire!" che per parecchio tempo risuonerà dalle suonerie dei cellulari livornesi. Il 2004-05, allenatore Franco Colomba sostituito poi dal ritorno di Donadoni, è il campionato dell'esordio in Serie A consumatosi all'Oreste Granillo di Reggio Calabria. Per un campionato chiuso al nono posto e la soddisfazione di affrontare attaccanti di valore assoluto, anche la gioia del gol, pur inutile, segnato a Gianluigi Buffon in Juventus-Livorno 4-2 del 9 gennaio 2005.

## Palmarès

### Club

#### Competizioni nazionali
- Serie C1: 1

Livorno: 2001-2002
- Serie C2: 1

Alessandria: 1999-2000